# Georgische Badminton-Föderation
Die Georgische Badminton-Föderation ist die oberste nationale administrative Organisation in der Sportart Badminton in Georgien. Der Verband wurde 1991 gegründet.

## Geschichte
Bald nach seiner Gründung wurde der Verband Mitglied in der Badminton World Federation, damals als International Badminton Federation bekannt. 1992 trat man in den kontinentalen Dachverband Badminton Europe, zu der Zeit noch als European Badminton Union firmierend, ein. 1991 starteten die nationalen Titelkämpfe.

## Bedeutende Veranstaltungen, Turniere und Ligen
- Georgische Meisterschaft
- Mannschaftsmeisterschaft
- Juniorenmeisterschaft

## Bedeutende Persönlichkeiten
- Besarion Jugeli – Präsident